# OFX (groupe)
Pour les articles homonymes, voir OFX.
OFX est un groupe de hip-hop français, originaire de la banlieue parisienne. Formé en 1993, puis reformé en 1996, après un moment de dissolution, il se compose de Féniksi (Féfé), Vicelow et KLR du collectif Saïan Supa Crew. Le groupe se sépare en 2004 après la publication de l'album Roots, chacun officiant de son côté.

## Biographie
OFX est formé en 1993 par les membres et rappeurs Féniksi (Féfé), Vicelow et KLR. Un temps abandonné, le groupe se reforme en 1996,. La même année, ils publient un maxi intitulé Je n'ose y croire (KLR et PHNX alias Féniksi) avant d'être rejoint par Vicelow pour diverses compilations et mixtapes, puis l'aventure Saïan, juste avant le décès de KLR. Vicelow tire son nom de scène de son premier groupe Les Complices du Vice, et Féfé n'est que le diminutif de Féniksi, qui à la base s'écrivait PHNX. En fin 1997, les trois compères s'unissent avec les groupes Explicit Samouraï et Simple Spirit afin de former le collectif Saïan Supa Crew,.
En 2003, le groupe publie son maxi OVNI 2 (en référence au morceau OVNI issu du maxi Saïan Supa Land sorti en (1998). Le groupe produit et publie son dernier album studio, Roots, le 9 mars 2004,,. Pour Les Inrocks, les membres « farouchement personnels et bilieux [...] neutralisent leur mélancolie palpable par une ironie et une absurdité dont Feniski et Vicelow sont souvent les premières victimes. Pour eux, un disque de deuil. Pour les autres, de fête. Ou l’inverse. »
Le groupe se dissout après la sortie de Roots, chacun officiant de son côté. Vicelow sortira la Blue Tape, le 7 juillet 2008, sur sa propre structure : Blue Tape avant le projet avec SoFLY intitulé BT2, publié le 9 avril 2012, et l'album intitulé 30Bis. Féfé a sorti son album solo, Jeune à la retraite le 12 octobre 2009, ainsi que son second album nommé Le Charme des premiers jours le 20 mai 2013 tous deux chez Polydor.

## Discographie

### Album studio
- 2004 : Roots

### EPs
- 1996 : Je N'ose y croire
- 2003 : OVNI 2
- 2004 : France (composé par Djamal Classik)

### Projets solos
- 2008 : Mixtape Bluetape (Vicelow)
- 2009 : Album Jeune à la retraite (Féfé)
- 2012 : Projet B.T.2 (Vicelow et SoFly)
- 2013 : Album Le Charme des premiers jours (Féfé)